# Ellyse Perry
Ellyse Alexandra Perry (Sydney, 3 novembre 1990) è una crickettista ed ex calciatrice australiana.
Nel cricket gioca nel ruolo di all-rounder nelle squadre del New South Wales Breakers, del Sydney Sixers, in Women's Big Bash League (WBBL), e Loughborough Lightning, in Women's Cricket Super League (WCSL), nonché nella Nazionale di cricket femminile dell'Australia con la quale si è laureata campionessa del mondo nel 2013 e ha conquistato tre trofei nell'ICC Women's World Twenty20, nel 2010, 2012 e 2014.
Fino al 2016 ha inoltre integrato la sua attività sportiva praticando il calcio femminile, giocando nel ruolo di difensore nel campionato australiano, collezionando diverse presenze nelle nazionali australiane sia a livello giovanile che nella nazionale maggiore, tra le quali ai Mondiali di Germania 2011.

## Palmarès

### Cricket

#### Nazionale
- Coppa del Mondo di cricket femminile: 1

2013
- ICC Women's World Twenty20

2010, 2012, 2014

### Calcio

#### Club
- Campionato australiano: 2 
  - Premiership: Canberra United: 2009, 2011-2012

#### Individuali
- Canberra United Player of the Year: 2009
- W-League Young Player of the Year: 2009